# Setina signata
Setina signata là một loài bướm đêm thuộc phân họ Arctiinae, họ Erebidae.